# Cecil Taylor
Cecil Taylor (* jako Cecil Percival Taylor; 25. března 1929, Long Island, New York, USA – 5. dubna 2018) byl americký klavírista, hudební skladatel a básník.
S hraním na klavír začal ve svých šesti letech. Studoval na New York College of Music a New England Conservatory. Začínal počátkem padesátých let v lokálních skupinách. V roce 1956 společně se saxofonistou Stevem Lacym založil svou první výraznější skupinu. S ním rovněž nahrál své první album Jazz Advance. V roce 1958 hrál na albech Looking Ahead! a Stereo Drive saxofonisty Johna Coltranea. S Coltranem později spolupracoval na řadě dalších alb. Několikrát vystoupil v Česku.